# Шековка
Шековка — река в России, протекает по Клепиковскому району Рязанской области. Правый приток реки Нарма.

## География
Река берёт начало южнее села Барснево. Течёт на северо-восток. Устье реки находится в 46 км по правому берегу реки Нармы. Длина реки составляет 14 км.

## Данные водного реестра
По данным государственного водного реестра России относится к Окскому бассейновому округу, водохозяйственный участок реки — Ока от водомерного поста у села Копоново до впадения реки Мокша, речной подбассейн реки — бассейны притоков Оки до впадения Мокши. Речной бассейн реки — Ока.
Код объекта в государственном водном реестре — 09010102312110000026627.